# Collège de Cluny
Pour les articles homonymes, voir Cluny.

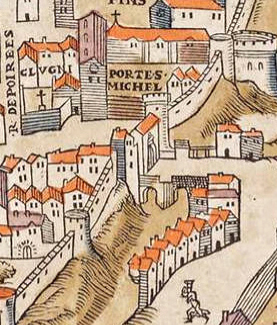
Vue à vol d'oiseau du collège de Cluny et de la porte Saint-Michel, extrait du plan de Truschet et Hoyau (vers 1550).

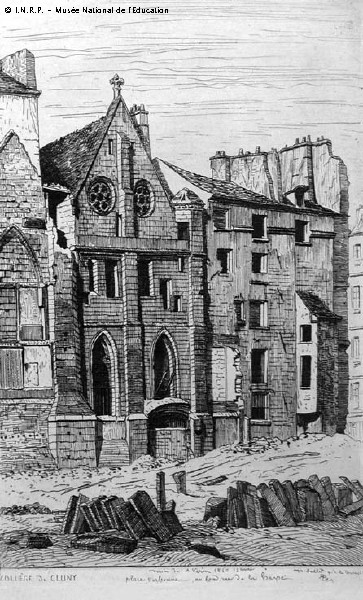
Le collège de Cluny.

Le collège de Cluny était un collège de l'ancienne université de Paris, fondé au XIIIe siècle dont les bâtiments, saisis à l'époque de la Révolution, disparurent au XIXe siècle. Son emplacement se situerait de nos jours dans le 5e arrondissement de Paris et s'étendrait approximativement du nord au sud entre le côté méridional de la place de la Sorbonne et la rue Cujas, et d'est en ouest de la rue Victor-Cousin jusqu'aux abords du boulevard Saint-Michel. L'hôtel des 3 Collèges occupe une partie de son emplacement. 

## Histoire

### DuXIIIesiècleà la Révolution française
Le collège de Cluny fut fondé en 1269 par Yves de Vergy dit de Beaumont, abbé de Cluny, désireux d'établir un logement propre pour les novices de son ordre envoyés étudier à Paris. Un immeuble et un terrain appartenant à l'Hôtel-Dieu furent alors acquis pour implanter l'enclos destiné à abriter plusieurs nouveaux bâtiments. 
La parcelle, située non loin de la partie méridionale de l'enceinte de Philippe-Auguste, au nord de la porte Gibard (ultérieurement nommée porte d'Enfer ou porte Saint-Michel) était contiguë à l'enclos du couvent des Jacobins de la Grand'rue (rue Saint-Jacques). Elle était alors délimitée au nord par la rue Thomas-d'Argenteuil (ultérieurement rue des Poirées, disparue), à l'ouest par le jardin des Jacobins, au sud par la rue des Grès et à l'est par les abords de la rue Saint-Côme-et-Saint-Damien (ultérieurement rue Saint-Côme puis réunie à la rue de la Harpe). 
Yves de Vergy fit cerner le terrain d'une clôture de murailles et y fit construire un réfectoire, une cuisine, un dortoir et un cloître dont seul une moitié était achevée lorsqu'il mourut, en 1275. La construction se poursuivit sous son successeur et neveu Yves de Chasant (1275-1289), qui fit édifier la chapelle, la salle capitulaire, l'autre moitié du cloître et la bibliothèque. Construit d'une traite au cours de ces années, le bâtiment resta ensuite dans son état initial jusqu'au XIXe siècle. Le site correspond à l'actuel côté sud de la place de la Sorbonne, entre cette place et la rue Cujas, il bordait le côté sud de la rue des Poirées aujourd'hui disparue. 
Il devait y avoir dans ce collège vingt-huit boursiers, le prieur y compris. Vingt-quatre prieurés de l'ordre de Cluny étaient taxés pour financer ces bourses. Jacques d'Amboise, abbé de Cluny  fit faire les réparations de ce collège

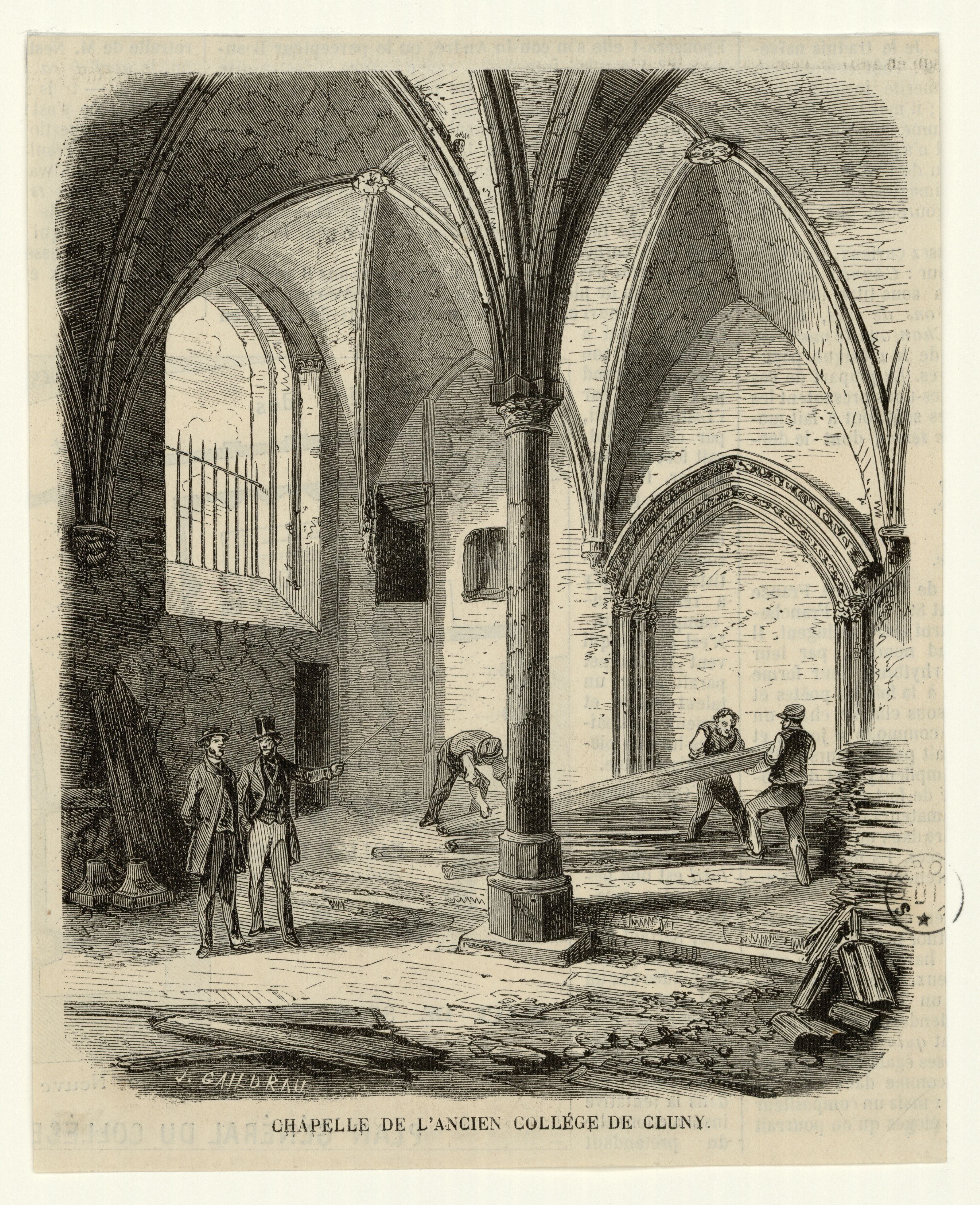
Jules Gaildrau, Chapelle de l'ancien collège de Cluny (Bibliothèque Interuniversitaire de la Sorbonne, NuBIS)

Au début du XVIIe siècle, l'établissement, qui ne fonctionnait plus normalement, fut réformé par le prieur Laurent Bénard, qui y fit venir en 1613 des moines de la congrégation de Saint-Vanne et Saint-Hydulphe pour enseigner. Ce fut l'origine de la congrégation de Saint-Maur, dont le chapitre de fondation se tint en novembre 1618 dans le monastère des Blancs-Manteaux. Le 17 juillet 1628 fut signé dans le collège l'acte scellant l'union de la Société de Bretagne à la congrégation de Saint-Maur selon les ordres du Pape Urbain VIII.

### De 1795 à 1866
Le bâtiment fut vendu en 1795 comme bien national. De 1806 à 1815, la chapelle servit d'atelier au peintre Jacques-Louis David pour ses grands formats : il y peignit notamment le Sacre de Napoléon et Léonidas aux Thermopyles.
Pierre de La Mésangère y signale la présence d'un "cabinet anatomique, en cire".
La démolition se fit progressivement à partir de 1823, dans le cadre de plusieurs opérations d'urbanisme. La création par le préfet Haussmann de la place de la Sorbonne, en 1859/60, fut fatale aux trois ensembles voûtés qu'étaient l'église, la salle capitulaire et le réfectoire. Les derniers éléments du bâtiment furent détruits en 1866 lors du percement du boulevard Saint-Michel.
Plusieurs personnes illustres furent inhumées dans la chapelle du collège dont : Jean Raulin, doyen de Saint-Denis, de Nogent-le-Rotrou.

## Vestiges de la chapelle du collège de Cluny
Onze clefs de voûte, trois consoles et deux chapiteaux sont conservés au musée national du Moyen Âge établi à l'hôtel de Cluny, bâtiment encore debout qu'il ne faut pas confondre avec le collège.

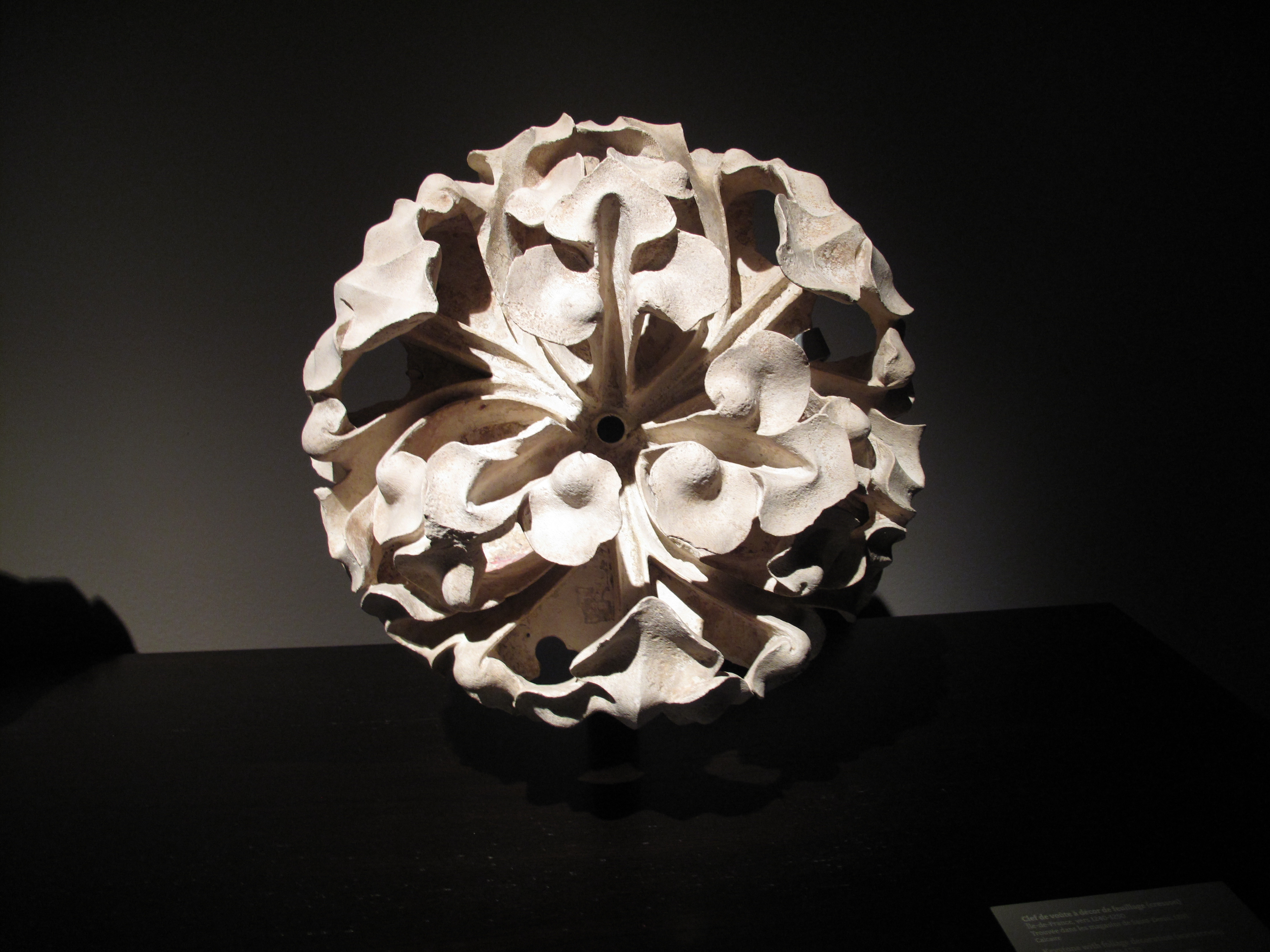
Clef de voûte au feuillage.
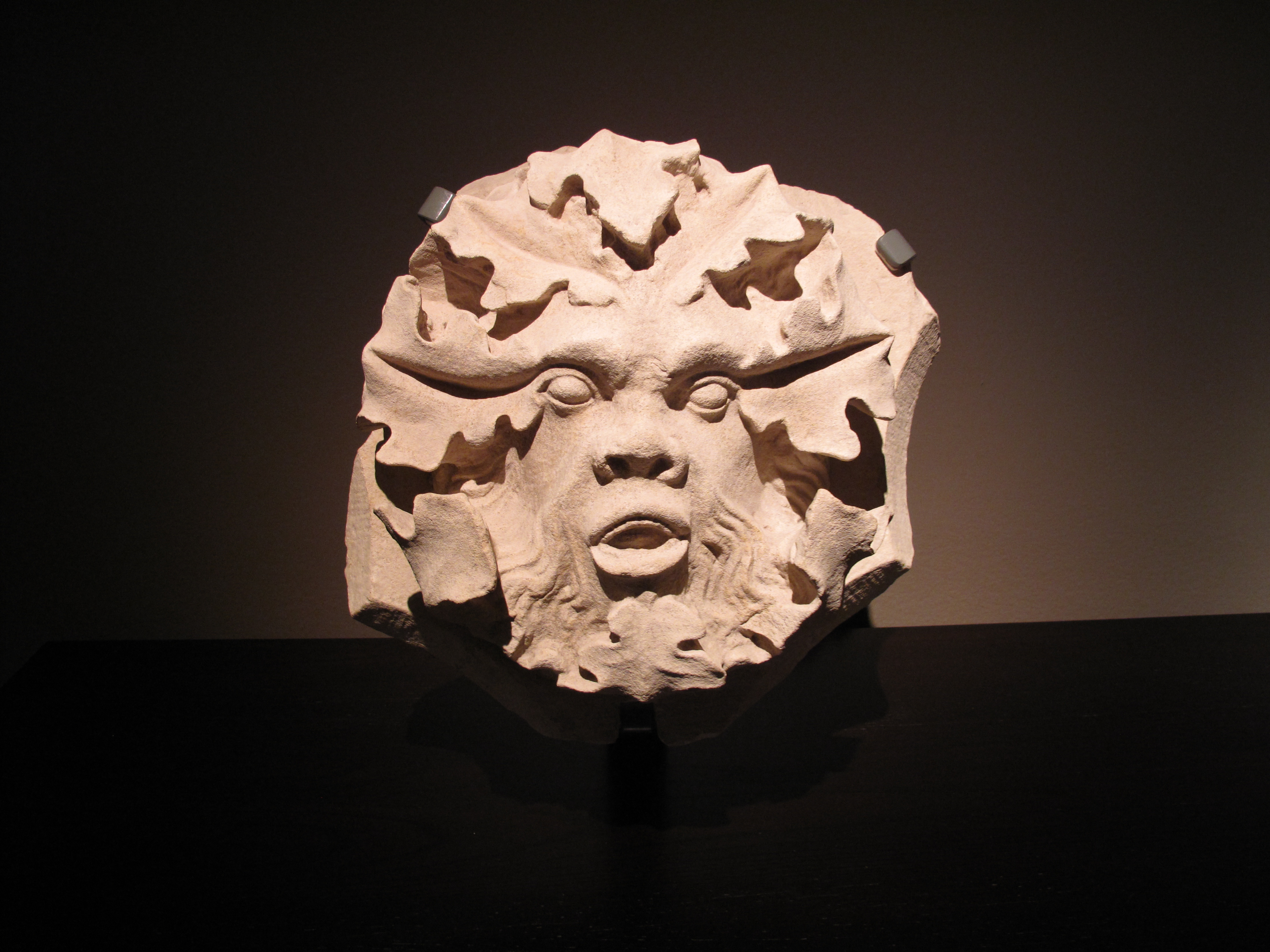
Clef de voûte au masque de feuilles.

### Les collèges des ordres religieux à Paris
| Liste des collèges des ordres réguliers à Paris |                   |                                                                                                 |                                                       |
| Nom du collège                                  | Date de fondation | Fondateur                                                                                       | Adresse actuelle                                      |
| Collège des Cordeliers                          | 1217              | Ordre des franciscains                                                                          | Rue Antoine-Dubois                                    |
| Collège des Jacobins                            | 1217              | Ordre des dominicains                                                                           | Rue Saint-Jacques                                     |
| Collège des Bernardins                          | 1246              | Étienne de Lexington, abbé de Clairvaux                                                         | Rues de Poissy et de Pontoise                         |
| Collège des Prémontrés                          | 1255              | Ordre de Prémontré                                                                              | Angle des rues de l’École-de-Médecine et Hautefeuille |
| Collège des Carmes                              | 1255              | Ordre des Carmes                                                                                | Rue des Carmes                                        |
| Collège des Augustins                           | 1259              | Chapitre général de Padoue, puis Gilles de Rome, confesseur de Philippe IV                      | 53-55, quai des Grands-Augustins                      |
| Collège de Cluny                                | 1260 1269         | Ordre de Saint-Benoît-Bénédictin, Yves de Vergy, puis son neveu Yves de Chasant, abbés de Cluny | 1-3, place de la Sorbonne                             |
| Collège de Saint-Denis                          | 1263 1266         | Matthieu de Vendôme, abbé de Saint-Denis                                                        | 21, rue des Grands-Augustins et sous la rue Christine |
| Collège de Marmoutiers                          | 1329              | Geoffroy du Plessis, conseiller de Philippe IV et notaire pontifical                            | Emplacement du lycée Louis-le-Grand                   |